# IDVD
 (septembre 2012).
iDVD était un programme issu de la suite iLife pour Mac OS X développée par Apple, permettant de réaliser des DVD à partir des données des autres logiciels de la suite : des films grâce aux montages réalisés dans iMovie, des diaporamas à partir des photos d'iPhoto ou encore des musiques provenant d'iTunes ou de GarageBand. Il permettait de créer des menus et d'ajouter des centaines de thèmes (ou habillages).
La version '08, proposée en août 2007, apportait quelques innovations :
- Un meilleur encodage ;
- De nouveaux thèmes.

La fonction OneStep DVD rembobine la bande d'un camescope numérique et grave son contenu sur un support optique. Avec cette fonction rapide, la création de menus est impossible, on ne peut qu'avancer ou reculer lentement dans le film au moment de la lecture du DVD.
Apple a cessé de livrer iDVD sur les machines neuves depuis juillet 2011 pour cause d'obsolescence des médias optiques.